# Bruno Poveda
Bruno Rodrigo Poveda Zeballos (Santa Cruz de la Sierra, 22 de octubre de 2003) es un futbolista boliviano. Juega como guardameta en Gualberto Villarroel de la Primera División de Bolivia.

## Trayectoria

### Jorge Wilstermann
Hizo su debut profesional a la edad de 18 años el 7 de diciembre de 2021, reemplazando a Daniel Sandy en la victoria 3-0 sobre Real Tomayapo. El 28 de abril de 2022 hizo su debut en la Copa Sudamericana, en la derrota 1-3 ante el São Paulo. Se convirtió en el portero boliviano más joven en participar en un torneo continental, supernado el récord de Luis Esteban Galarza en 1971.
En 2023 fue suplente del paraguayo Arnaldo Giménez, al año siguiente obtuvo continuidad, asumiendo la titularidad en veinticinco partidos de Liga ha ganado nueve recibiendo veinticinco goles y en diez partidos sacando su arco en cero.

### Gualberto Villarroel SJ
Al año siguiente dejó Jorge Wilstermann, luego se cuatro años,  y fue contratado por Gualberto Villarroel.

## Selección nacional

### Categorías inferiores
Disputó el Sudamericano Sub-20 de 2023 y el Sudamericano Sub-23 de 2024.
| Torneo                      | Sede      | Resultado    | Partidos |
| --------------------------- | --------- | ------------ | -------- |
| Sudamericano Sub-20 de 2023 | Colombia  | Primera fase | 4        |
| Sudamericano Sub-23 de 2024 | Venezuela | Primera fase | 2        |
| Total                       | Total     | Total        | 6        |

### Selección absoluta
Después de representar a Bolivia en la categoría sub-20, Poveda recibió su primera convocatoria a la selección absoluta el 7 de junio de 2023 para dos amistosos contra Ecuador y Chile.

## Clubes
| Club                 | País    | Año           |
| -------------------- | ------- | ------------- |
| Jorge Wilstermann    | Bolivia | 2021-2024     |
| Gualberto Villarroel | Bolivia | 2025-presente |